# Stéphane Grappelli
Stéphane Grappelli, född 26 januari 1908 i Paris, död 1 december 1997 i Paris, var en fransk jazzviolinist, som tillsammans med Django Reinhardt bildade den under 1930-talet mycket uppskattade Franska Hotkvintetten. Det var den första jazzkvintett som bestod av enbart stränginstrument.
Grappelli började sin musikaliska karriär som stumfilmspianist.
Efter karriären med Django Reinhardt gjorde Grappelli ett stort antal grammofoninspelningar med bland andra Oscar Peterson, Paul Simon och den klassiske violinisten Yehudi Menuhin.